# Louis Berlioz
Pour les articles homonymes, voir Berlioz (homonymie).
Louis Berlioz est un médecin français né le 9 juin 1776 à La Côte-Saint-André où il est mort le 28 juillet 1848. Père du compositeur Hector Berlioz, il est connu comme introducteur de l'acupuncture en France.

## Biographie

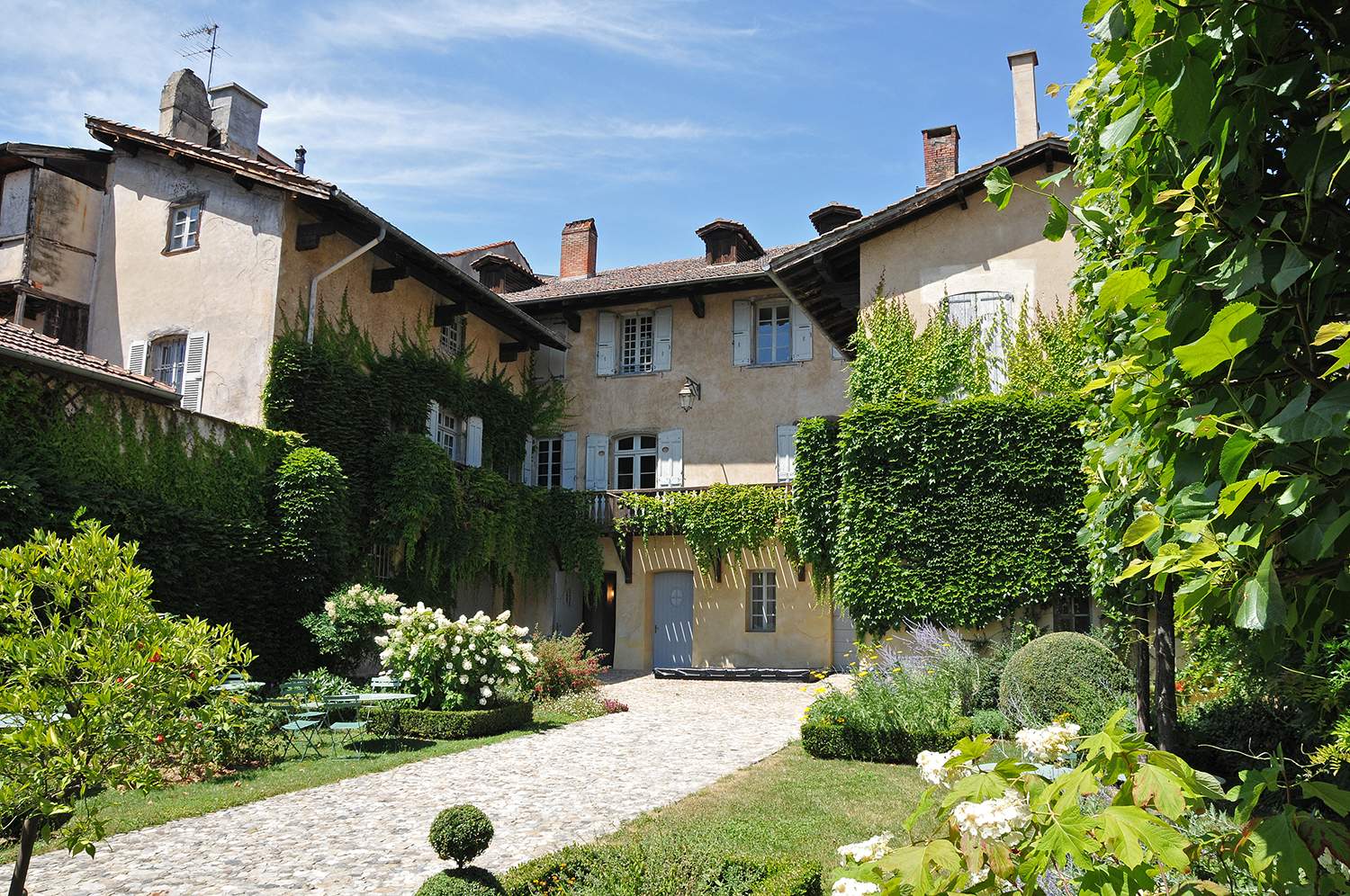
Maison natale de Louis Berlioz à La Côte-Saint-André.

Fils ainé de Louis-Joseph Berlioz (1747–1815), avocat au parlement de Dauphiné, Louis Berlioz passe sa jeunesse à La Côte-Saint-André avant d'étudier la médecine à Paris et Montpellier. Le 6 février 1802, il soutient à Paris une thèse de doctorat sous le titre Dissertation sur les phénomènes et les maladies que produit la première apparition des règles.
Au printemps de l’année 1802, il épouse Antoinette-Joséphina Marmion, fille d’un avocat au parlement de Grenoble. Il s’établit comme médecin dans sa maison natale à La Côte-Saint-André. En 1816, il publie un Mémoire sur les maladies chroniques, les évacuations sanguines et l’acupuncture où il décrit les expériences qu’il a recueillies depuis 1810 sur le traitement par acupuncture. Mais c’est surtout Jules Cloquet qui, en 1825, en récolte les mérites. Hector Berlioz indique à ce sujet : « […] Plusieurs médecins célèbres […] ont emprunté des idées [à mon père] sans le citer jamais. Ce dont mon père, dans sa candeur, s’étonnait, en ajoutant seulement : “Qu’importe, si la vérité triomphe !” ».
En 1817, Louis Berlioz est nommé maire de La Côte-Saint-André puis, le 5 avril 1825, adjoint correspondant de la section médecine de l'Académie royale de médecine. Le 28 juillet 1848, il meurt dans sa maison à La Côte-Saint-André.
Hector Berlioz lui consacre un long passage dans ses Mémoires.